# 莱厄
莱厄（德語：Lehe）是德国石勒苏益格－荷尔斯泰因州的一个市镇。总面积18.63平方公里，总人口1066人，其中男性520人，女性546人（2011年12月31日），人口密度57人/平方公里。